# Хойники
Хойники (на беларуски: Хойнікі; на руски: Хойники) е град в Беларус, административен център на Хойникски район, Гомелска област. Населението на града е 12 472 души (по приблизителна оценка от 1 януари 2018 г.).

## История
Хойники за първи път се споменава в 1504 г. като малко селце в Литовското княжество. От 1793 г. то е част от Руската империя.
Селището през 1897 г. има население от малко под 3000 души и има две мелници, фабрика и училище. През 1919 г. става част от РСФСР, а през 1927 г. – от Беларуската ССР през 1927 г.
Административно е уредено като селище от градски тип на 27 септември 1938 г. и по това време има около 3,5 хиляди жители и голяма дъскорезница. В периода между 25 август 1941 г. и 23 ноември 1943 г. е под окупацията на фашистка Германия.
Той има официален статут на град от 10 октомври 1967 г. От 1986 година градът страда от силно радиоактивно замърсяване вследствие на Чернобилската авария.